# Lissodendoryx jenjonesae
Lissodendoryx jenjonesae är en svampdjursart som beskrevs av Picton och Goodwin 2007. Lissodendoryx jenjonesae ingår i släktet Lissodendoryx och familjen Coelosphaeridae. Inga underarter finns listade i Catalogue of Life.